# Estados Unidos en los Juegos Olímpicos de Roma 1960
Estados Unidos estuvo representado en los Juegos Olímpicos de Roma 1960 por un total de 292 deportistas, 241 hombres y 51 mujeres, que compitieron en 17 deportes.
El portador de la bandera en la ceremonia de apertura fue el atleta Rafer Johnson.

## Medallistas
El equipo olímpico estadounidense obtuvo las siguientes medallas:
| Nombre                                                                                  | Deporte           | Competición                      |
| --------------------------------------------------------------------------------------- | ----------------- | -------------------------------- |
| Oro                                                                                     |                   |                                  |
| Wilma Rudolph                                                                           | Atletismo         | 100 m F                          |
| Wilma Rudolph                                                                           | Atletismo         | 200 m F                          |
| Martha Hudson Lucinda Williams Barbara Jones Wilma Rudolph                              | Atletismo         | 4 × 100 m F                      |
| Otis Davis                                                                              | Atletismo         | 400 m M                          |
| Lee Calhoun                                                                             | Atletismo         | 110 m vallas M                   |
| Glenn Davis                                                                             | Atletismo         | 400 m vallas M                   |
| Jack Yerman Earl Young Glenn Davis Otis Davis                                           | Atletismo         | 4 × 400 m M                      |
| Ralph Boston                                                                            | Atletismo         | Salto de longitud M              |
| Don Bragg                                                                               | Atletismo         | Salto con pértiga M              |
| Bill Nieder                                                                             | Atletismo         | Peso M                           |
| Al Oerter                                                                               | Atletismo         | Disco M                          |
| Rafer Johnson                                                                           | Atletismo         | Decatlón M                       |
| Equipo                                                                                  | Baloncesto        | Torneo M                         |
| Wilbert McClure                                                                         | Boxeo             | 71 kg M                          |
| Eddie Crook Jr.                                                                         | Boxeo             | 75 kg M                          |
| Cassius Clay                                                                            | Boxeo             | 81 kg M                          |
| Charles Vinci                                                                           | Halterofilia      | 56 kg M                          |
| Terrence McCann                                                                         | Lucha libre       | 57 kg M                          |
| Shelby Wilson                                                                           | Lucha libre       | 67 kg M                          |
| Douglas Blubaugh                                                                        | Lucha libre       | 73 kg M                          |
| Chris von Saltza                                                                        | Natación          | 400 m libre F                    |
| Lynn Burke                                                                              | Natación          | 100 m espalda F                  |
| Carolyn Schuler                                                                         | Natación          | 100 m mariposa F                 |
| Joan Spillane Shirley Stobs Carolyn Wood Chris von Saltza                               | Natación          | 4 × 100 m libre F                |
| Lynn Burke Patty Kempner Carolyn Schuler Chris von Saltza                               | Natación          | 4 × 100 m estilos F              |
| Bill Mulliken                                                                           | Natación          | 200 m braza M                    |
| Mike Troy                                                                               | Natación          | 200 m mariposa M                 |
| George Harrison Dick Blick Mike Troy Jeff Farrell                                       | Natación          | 4 × 200 m libre M                |
| Frank McKinney Paul Hait Lance Larson Jeff Farrell                                      | Natación          | 4 × 100 m estilos M              |
| Arthur Ayrault Theodore Nash John Sayre Richard Wailes                                  | Remo              | Cuatro sin timonel (M4-) M       |
| Gary Tobian                                                                             | Saltos            | Trampolín 3 m M                  |
| Bob Webster                                                                             | Saltos            | Plataforma 10 m M                |
| William McMillan                                                                        | Tiro              | Pistola rápida de fuego 25 m M   |
| George O'Day James Hunt David Smith                                                     | Vela              | 5.5 metre M                      |
| Plata                                                                                   |                   |                                  |
| Dave Sime                                                                               | Atletismo         | 100 m M                          |
| Lester Carney                                                                           | Atletismo         | 200 m M                          |
| Willie May                                                                              | Atletismo         | 110 m vallas M                   |
| Clifton Cushman                                                                         | Atletismo         | 400 m vallas M                   |
| Irvin Roberson                                                                          | Atletismo         | Salto de longitud M              |
| Ron Morris                                                                              | Atletismo         | Salto con pértiga M              |
| Parry O'Brien                                                                           | Atletismo         | Peso M                           |
| Rink Babka                                                                              | Atletismo         | Disco M                          |
| Isaac Berger                                                                            | Halterofilia      | 60 kg M                          |
| Tommy Kono                                                                              | Halterofilia      | 75 kg M                          |
| Jim George                                                                              | Halterofilia      | 82,5 kg M                        |
| James Bradford                                                                          | Halterofilia      | +90 kg M                         |
| Frank Chapot (Trail Guide) William Steinkraus (Ksar d'Esprit) George H. Morris (Sinjon) | Hípica            | Saltos por eqs.                  |
| Chris von Saltza                                                                        | Natación          | 100 m libre F                    |
| Lance Larson                                                                            | Natación          | 100 m libre M                    |
| Frank McKinney                                                                          | Natación          | 100 m espalda M                  |
| Paula Jean Myers                                                                        | Saltos            | Trampolín 3 m F                  |
| Paula Jean Myers                                                                        | Saltos            | Plataforma 10 m F                |
| Samuel Hall                                                                             | Saltos            | Trampolín 3 m M                  |
| Gary Tobian                                                                             | Saltos            | Plataforma 10 m M                |
| James Enoch Hill                                                                        | Tiro              | Rifle en posición tendida 50 m M |
| Bronce                                                                                  |                   |                                  |
| Earlene Brown                                                                           | Atletismo         | Peso F                           |
| Hayes Jones                                                                             | Atletismo         | 110 m vallas M                   |
| Dick Howard                                                                             | Atletismo         | 400 m vallas M                   |
| John Thomas                                                                             | Atletismo         | Salto de altura M                |
| Dallas Long                                                                             | Atletismo         | Peso M                           |
| Dick Cochran                                                                            | Atletismo         | Disco M                          |
| Quincey Daniels                                                                         | Boxeo             | 63,5 kg M                        |
| Albert Axelrod                                                                          | Esgrima           | Florete ind. M                   |
| Norbert Schemansky                                                                      | Halterofilia      | +90 kg M                         |
| George Breen                                                                            | Natación          | 1500 m libre M                   |
| Bob Bennett                                                                             | Natación          | 100 m espalda M                  |
| Dave Gillanders                                                                         | Natación          | 200 m mariposa M                 |
| Robert Beck                                                                             | Pentatlón moderno | Individual M                     |
| Robert Beck Jack Daniels George Lambert                                                 | Pentatlón moderno | Equipo M                         |
| Richard Draeger Conn Findlay Kent Mitchell                                              | Remo              | Dos con timonel (M2+) M          |
| William Parks Robert Halperin                                                           | Vela              | Star M                           |